# Konrad Tanner (Politiker)
Konrad Tanner (* um 1555 in Herisau; † 1623 in Güttingen; heimatberechtigt in Herisau, später von Appenzell) war ein Schweizer Landammann im Kanton Uri sowie langjähriges Mitglied des Kleinen Rats, Landammann und Tagsatzungsgesandter des Kantons Appenzell Innerrhoden.

## Leben
Konrad Tanner war ein Sohn von Johannes Tanner und Maria Bollenstein. Er war verheiratet mit Verena Schiess. Er trat früh in französische Dienste und wurde nach kurzer Zeit Hauptmann. Nach der Rückkehr auf sein grosses Landgut bei Appenzell wirkte Tanner von 1581 bis 1585 als Landschreiber der gemeinen Herrschaft Rheintal. Die Ernennung Tanners zum Rheinecker Stadtschreiber wurde jedoch durch heftigen Widerstand der Stadt verhindert. Danach trat er trotz obrigkeitlichen Verbots erneut in französische Dienste. Tanner sass von 1593 bis 1597 im Innerrhoder Kleinrat. Er war Hauptmann der Lehner Rhode. Ab 1597 bis 1621 amtierte er als Landeshauptmann und 1598 als Kastvogt der Frauenklöster Wonnenstein und Grimmenstein. Von 1599 bis 1601, ab 1609 bis 1610 und von 1614 bis 1616 hatte er das Amt als Innerrhoder Landammanns inne. 36-mal fungierte er als Tagsatzungsgesandter. Dazwischen leistete er weitere Solddienste in Ungarn und Mailand. Nach seiner Konversion zum Katholizismus wurde Tanner zum streitbaren Kämpfer für die Gegenreformation und zum führenden Kopf der Katholiken während der Landteilung. Vermutlich hatte er am Zustandekommen des spanischen Bündnisses 1596 grossen Anteil. Im Tannerhandel versuchte er von 1598 bis 1599 vergeblich, mit Hilfe der katholischen Orte die Durchsetzung der evangelischen Einheitsreligion in Appenzell Ausserrhoden  zu verhindern. 1605 gehörte er zu den Gründern der Appenzeller Leinwandhandelsgesellschaft. Anlässlich einer Romwallfahrt ernannte ihn der Papst zum Ritter von Tau und Bollenstein.